# Anthony Johnson (basket-ball)
Pour les articles homonymes, voir Anthony Johnson et Johnson.
Anthony Johnson, né le 2 octobre 1974 à Charleston, en Caroline du Sud, est un joueur américain de basket-ball. Il évolue durant sa carrière aux postes de meneur et d'arrière.